# Timonius pseudocapitatus
Timonius pseudocapitatus är en måreväxtart som först beskrevs av Rudolph Herman Scheffer, och fick sitt nu gällande namn av Ferdinand von Mueller. Timonius pseudocapitatus ingår i släktet Timonius och familjen måreväxter.
Artens utbredningsområde är Moluckerna. Inga underarter finns listade i Catalogue of Life.